# Brendan Cook
Brendan Cook (Reston, 12 marzo 1983) è un ex hockeista su ghiaccio canadese.
In carriera ha vinto i play-off della Central Hockey League, aggiudicandosi la Ray Miron President's Cup coi Rapid City Rush nella stagione 2009-2010, ed un campionato italiano con la maglia del Renon (2015-2016).

## Palmarès

### Club
- Ray Miron President's Cup: 1

Rapid City Rush: 2009-2010
- DEL2: 1

Fischtown Pinguins: 2013-2014
- Campionato italiano: 1

Renon: 2015-2016

### Giovanili
- College Hockey America: 1

Bemidji: 2004-2005